# Ситников, Александр Фёдорович
Алекса́ндр Фёдорович Си́тников (1908, Тавда, Тобольская губерния — 1 марта 1953, Каменка, Свердловская область) — командир отделения автоматчиков 823-го стрелкового полка (302-я стрелковая дивизия, 60-я армия, 1-й Украинский фронт), старшина.

## Биография
Родился в рабочей семье в городе Тавда Тобольской губернии (в настоящее время Свердловская область). Получил начальное образование.
В 1942 году Тавдинским райвоенкоматом Свердловской области призван в ряды Красной армии. С того же времени на фронтах Великой Отечественной войны.
В апреле 1944 года в уличных боях за город Тернополь помощник командира взводе старший сержант Ситников возглавил штурмовую группу и атаковал дом в 37-м квартале города, в котором засели солдаты противника. При штурме были уничтожены 20 солдат противника и 3 пулемёта. Лично Ситников уничтожил 5 солдат. Приказом по 302 стрелковой дивизии от 23 апреля 1944 года он был награждён орденом Славы 3-й степени.
В августе 1944 года в боях за город Дембица командир отделения старший сержант Ситников находился на КП полка возле полкового знамени. Когда танки противника обошли КП, Ситников схватил знамя и укрылся с ним во ржи, не давая обнаружить себя противнику. После ползком со знаменем добрался до своей части, не дав возможность противнику завладеть знаменем. Приказом по 60-й армии от 16 октября 1944 года он был награждён орденом Славы 2-й степени.
14 января 1945 года старшина Ситников в местечке Кухары находился ассистентом у полкового знамени. В момент прорыва автоматчиков противника к КП полка вынес знамя и не дал возможности противнику завладеть им. Указом Президиума Верховного Совета СССР от 29 июня 1945 года был награждён орденом Славы 1-й степени.
Демобилизовался в 1945 году и вернулся на родину. Работал на сырьевом складе.
С конца апреля 1951 года находился на стационарном лечении в Сысертском филиале Свердловской областной клинической психиатрической больницы.
Скончался в больнице 1 марта 1953 года. Похоронен на городском кладбище Сысерти (могила утеряна, на предполагаемом месте захоронения установлен кенотаф).
Именем Героя в Тавде названа улица.